# 沢知恵
沢 知恵（さわ ともえ、1971年2月14日 - ）は、神奈川県出身のシンガーソングライター。ピアノ弾き語り歌手。韓国の詩人である金素雲（キム・ソウン）は母方の祖父。

## 人物
日本人の父と韓国人の母の間に生まれる。両親ともに牧師。
幼い頃より日本、韓国、アメリカを中心に移り住み、3か国語を身につける。
東京藝術大学音楽学部楽理科卒業。在学中にデビューしている。
1998年、日本国籍を持つ歌手として戦後初めて韓国政府の許可を得て日本語で歌い、同年第40回日本レコード大賞アジア音楽賞受賞。
2001年より毎年香川県ハンセン病療養所大島青松園で無料コンサートを開いている。生後6ヶ月のころに父親に大島青松園に連れられて訪れたことが縁となっている。東京下北沢ラカーニャにて季節公演を行っている。現在までに28枚のアルバムを発表している。有限会社コモエスタ代表取締役およびコスモスレコーズ、ともえ基金代表。一男一女の母。

## 略歴
1971年（0歳）、神奈川県川崎市桜本（現・川崎区）で、日本人の父と韓国人の母の間に生まれる。父は戦後初めて韓国に留学した日本人・沢 正彦（1939年 - 1989年）。母方の祖父は韓国で文化勲章を受章し、日本では北原白秋らに高く評価され、『朝鮮童謡選』『朝鮮民謡選』『朝鮮詩集』（岩波文庫）をのこした文学者の金素雲（キム・ソウン、1907年 - 1981年）。祖母は韓国で「民主化の母」と慕われ、政治犯の家族を支援した金韓林（キム・ハンリム）。
1973年（2歳）、韓国ソウルに移る。3歳からピアノを始め、朝から晩まで弾いていたという。
1977年（6歳）、父の留学に伴い米国ニュージャージー州プリンストンに移る。ピアノ教師より現代音楽の洗礼を受け、黒人教会ではゴスペルの影響を受ける。
1979年（8歳）、韓国に戻るも、政情不安定なさなか、父が民主化運動を擁護する発言をしたことから出国命令を受け、東京江戸川区に移る。以後、中学卒業までを過ごす。この間、訴訟となった日曜日授業参観事件の原告となる。
1986年（15歳）、東京都立両国高校入学後、再び父の留学に同行する形で渡米。ニュージャージー州のアトランティック・シティ高校に編入。ジャズと出会う。
1987年（16歳）、帰国して復学。ロックバンドを組み、ボーカルをつとめる。
1990年（19歳）、東京藝術大学音楽学部楽理科入学。ライブハウスでピアノ弾き語りしているところをスカウトされ、音楽事務所と契約。
1991年（20歳）、ジョージ・デューク・プロデュースのアルバム〈トモエ・シングス〉（BMG ビクター）でデビュー。FM802、FM愛知、NACK5などラジオのレギュラー番組を数多く担当する。
1995年（24歳）、卒業論文「朝鮮民主主義人民共和国の音楽-イデオロギーと音楽」が優秀論文に選出され東京藝術大学を卒業。
1996年（25歳）、初めて韓国ソウルでコンサートを行う。
1997年（26歳）、有限会社コモエスタ設立。
1998年（27歳）、NHK教育テレビ「ハングル講座」の歌のコーナーにレギュラー出演。韓国光州で行なわれた「KWANGJU JAPAN WEEK」で、日本国籍をもつ者として初めて、韓国で戦後初めて公式に日本語で歌う。許可された楽曲は《こころ》《故郷》。第40回日本レコード大賞アジア音楽賞受賞。韓国KBSテレビの国民的番組「開かれた音楽会」特番に、日本人として初出演。自らペンを取った季刊『コモエスタプレス』創刊（2008年をもって休刊）。
1999年（28歳）、東京下北沢のラカーニャで季節公演を始め、活動拠点として現在に至る。
2000年（29歳）、コスモスレコーズ設立。以後自作の作品はすべて同レーベルから発売している。
2001年（30歳）、ハンセン病国立療養所大島青松園で初めてのコンサートを行う。以後、毎年行っている。ピースボートに参加して、平壌（北朝鮮）で歌う。
2002年（31歳）、ピースボートに参加して、ベルファスト（北アイルランド）でうたう。
2014年（43歳）、千葉県から岡山県に移住。
2018年（47歳）、岡山大学大学院教育学研究科に入学。研究対象は「ハンセン病療養所の音楽文化研究」。2021年に修了。

## 音楽性
賛美歌
沢知恵の演奏と歌の最大のベースになっているのは、賛美歌などの（キリスト教）教会音楽である。これは、プロテスタント教会の牧師である両親（父は沢が18歳の時に死去）の下で熱心なクリスチャンとして育ち、幼少時から現在まで、日常的に賛美歌が身近にあり、歌い続けてきたためである。そのため、男女間の恋愛を歌っても、童謡を歌っても、その根底には常に、賛美歌のような透明感、あるいは神に対する畏怖の感情、敬虔さがにじんでいる。
黒人音楽
教会音楽と共に、沢の音楽の重要なベースになっているのが、ジャズやソウル、ゴスペルなどの黒人音楽である。ジョージ・デュークがプロデュースした91年のデビュー・アルバム『トモエ・シングス』や、続く93年の2作目『ブラック・コンプレックス』などキャリア初期の作品には、その黒っぽさがダイレクトに表れている。沢は、幼少時および高校1年時にアメリカで暮らしたが、その頃に黒人教会でゴスペルに親しむなど生の黒人音楽と密に接したことが、彼女の表現の黒っぽさの背景にあると思われる。加えて、グルーヴィーなバックビートを旨とするすぐれたリズム感は、朝鮮民族の血も感じさせる。
言葉へのこだわり
沢は90年代後半以降は、ピアノ一台のみによる弾き語りスタイルにこだわってきたが、その過程でとりわけ注力し、磨き上げられていったのが、言葉／歌詞の表現力である。その跳躍の最大のバネになったのは、朝鮮の抒情詩人・金東鳴の作品を、母方の祖父である近代朝鮮／韓国を代表する詩人・金素雲が日本語に訳した詩に自ら曲を付けた「こころ」だった。「こころ」は98年に韓国で初めて公に日本語で歌われた作品であり、日本レコード大賞アジア音楽賞も受賞した。
ひとつひとつの言葉の意味、響き、イマジネイションを十分に吟味し、聴き手にまっすぐに伝えるという点において、沢は現在の日本の音楽シーンで最も意識的かつラディカルなシンガーの一人だろう。まど・みちお、茨木のり子、塔和子、谷川俊太郎といった詩人の作品に曲を付けて歌うことも多い。
戦時中に日本軍に強制連行された中国人の逃亡をテーマにした茨木のり子の長編叙事詩を語り歌ったアルバム『りゅうりぇんれんの物語』（2007年）や、いとうせいこうのポエトリー・リーディングとのコラボレイションによるミャンマー軍事政権への抗議作品『QUIET』（2009年）などは、言葉の力、語りの力に対する沢の信念と、彼女を根底で支えるヒューマニズムが結びついた産物である。
カヴァ・ワーク
沢は、カヴァ・ワークの多さ、秀逸さという点でも高く評価されている。過去のアルバムやライヴでは、さだまさし、松田聖子、荒井由実、美空ひばり、島倉千代子、長渕剛、小椋佳、泉谷しげる、MONGOL800、ブルーハーツ、山口洋（ヒートウェイヴ）＆ソウル・フラワー・ユニオン、尾崎豊、武満徹、ニーナ・シモン、サム・クック、マーヴィン・ゲイ、ボブ・ディラン、ジョニ・ミッチェル、シンディ・ローパー、キャロル・キング、ジョン・レノン等々、内外のたくさんのシンガー／作家の作品をカヴァしてきている。その領域は日本の童謡や唱歌、フォーク、パンク、欧米のポップスやソウル、賛美歌など驚くほど多岐にわたっているが、ここでもやはり、言葉／歌詞の伝達、表現というポイントは最大限に重視されている。結果、その作品が持つ本来の魅力やメッセージがオリジナル版以上に顕になることが少なくなく、オリジナル・パフォーマーの新たなファン獲得にもつながっている。

## ディスコグラフィー

### アルバム
トモエ・シングス（BMGビクター、1991年）
ジョージ・デューク・プロデュースによるデビュー作。沢 知恵20歳。
ブラック・コンプレックス（BMGビクター、1993年）
初のオリジナル・アルバム。
フー・アム・アイ？（SEAレコーズ、1996年・コスモスレコーズより再リリース2000年）
みつ・えいじ＆ともえバンドのライブ・アルバム。代表曲《こころ》初収録。
ファースト・ライブ・イン・ソウル（SEAレコーズ、1997年・コスモスレコーズより再リリース2000年）
記念すべき1996年、韓国での初ライブを収録したアルバム。韓国語と英語。
愛してください（エイコー・プリミティブ・サウンズ、1997年・コスモスレコーズ再リリース2005年）
オリジナル・アルバム。ロサンゼルス録音。
いいうたいろいろ（東芝EMI、1998年）
初のカバー・アルバム。尾崎豊、武満徹、島倉千代子、EPO他。
こころ（東芝EMI、1998年）
ピアノ弾き語りのオリジナル・アルバム。
ともえ・ミーツ・みすゞ（SEAレコーズ1999年・コスモスレコーズより再リリース2001年）
童謡詩人金子みすゞの詩に沢 知恵が曲をつけて歌ったアルバム。
死ぬか生きるか（コスモスレコーズ、2000年）
オリジナル・アルバム。
いいうたいろいろ2（コスモスレコーズ、2000年）
カバー・アルバム第2弾。ブルーハーツ、男はつらいよ、さだまさし他
いいうたいろいろ3 日本の童謡・唱歌（コスモスレコーズ、2001年）
《故郷》《七つの子》《荒城の月》などを沢 知恵アレンジで。
いいうたいろいろ4 世界の讃美歌（コスモスレコーズ、2001年）
クリスマス・キャロル、世界の讃美歌を沢 知恵アレンジで。自作の《主の祈り》収録。
一期一会 2枚組（コスモスレコーズ、2002年）
ライブ決定版。ハンセン病療養所コンサートの《故郷》収録。
いいうたいろいろ5 英語のいいうた（コスモスレコーズ、2004年）
ジョニ・ミッチェル、ボブ・ディラン、シンディ・ローパーなどのカバーアルバム。英語。
わたしが一番きれいだったとき（コスモスレコーズ、2005年）
ライブ・カバー・アルバム。泉谷しげる、松田聖子、荒井由実他。
りゅうりぇんれんの物語（コスモスレコーズ、2007年）
茨木のり子の長編叙事詩を1曲74分で弾き語りに。中国から強制連行された実在の人物の物語。
いとうせいこう、沢 知恵、Dub Master X  ミャンマー軍事政権に抗議するポエトリー・リーディング（コスモスレコーズ、2009年）
いとうせいこうの詩をもとにした即興ライブ。アウンサン・スーチーに捧げる《ザ・ライン》収録。
ライブ・アット・ラカーニャ春（コスモスレコーズ、2010年）
1999年以来満員御礼の東京下北沢季節公演ライブテイクから春のうたを。松田聖子の《赤いスイートピー》、中島みゆきの《糸》など。
ライブ・アット・ラカーニャ夏（コスモスレコーズ、2010年）
ナナオサカキの《すばらしい一日》、美空ひばりの《真っ赤な太陽》、長渕剛の《乾杯》など。
ライブ・アット・ラカーニャ秋（コスモスレコーズ、2010年）
金素雲の訳詩2曲《わすれねばこそ》《こころ》、《サウンド・オヴ・ミュージック・ほぼ完全メドレー》など。
ライブ・アット・ラカーニャ冬（コスモスレコーズ、2010年）
《久しく待ちにし》、パット・メセニー《ラスト・トレイン・ホーム》、《サンタクロース・ソング・メドレー》など。
かかわらなければ〜塔和子をうたう（コスモスレコーズ、2012年）
ハンセン病元患者で高見順賞受賞の詩人塔和子の詩を、幼少より親交があった沢 知恵が弾き歌う名作。
一期一会II（コスモスレコーズ、2013年）
東日本大震災以後、東北の被災地、少年院、ハンセン病療養所などでうたった記録。話題曲《S－やさしい風》など。
谷川俊太郎をうたう（コスモスレコーズ、2014年）
谷川俊太郎の詩だけを10編集めたソングブック。《朝のリレー》《あげます》《死んだ男の残したものは》他、東日本大震災直後につくられた《ろうそくがともされた》収録。
われ問う（コスモスレコーズ、2015年）
戦後70年にあたり、平和と共生への祈りをメッセージに。反戦歌《われ問う》《イマジン》他、茨木のり子2作品も。アートはモンパチのキヨサク。谷川俊太郎の朗読。
雨ニモマケズ（コスモスレコーズ、2019年）ピアノ弾き語りアルバム。宮澤賢治の代表作に沢知恵が作曲。ハナレグミ《家族の風景》玉置浩二《メロディー》モンパチ《スコール》のカバーなど。

### マキシシングル
こころ（コスモスレコーズ、2001年）
代表曲。夏川りみ、クミコ、アン・サリー、持田香織、佐々木秀実、クラシックでは大畑理博らによりCD化されている。
小さな恋のうた（コスモスレコーズ、2002年）
MONGOL800のカバー。ブルーハーツ《夕暮れ》も収録。
死んだ男の残したものは/満月の夕（コスモスレコーズ、2003年）
谷川俊太郎、武満徹の曲、ヒートウェーブ、ソウルフラワーユニオンの曲。
あなたに/あなたがいてわたしがいる（コスモスレコーズ、2008年）
MONGOL800のカバー。
カップリング曲は山陽放送創立50周年記念ソング。

### 参加作品
- 和田アキラ バラード（コスモスレコーズ、2001年）
- 和田アキラ バラードII（コスモスレコーズ、2002年）
- FURUSATO ENCORE（コロムビアミュージックエンタテインメント、2003年）
- 中川五郎 そしてぼくはひとりになる（シールズレコード、2006年）
- ショーロクラブ＆ボーカリスタス〈武満徹ソングブック〉（ソングエクスジャズ、2011年）

## メディア出演
テレビ
- NHK 歌謡新人コンテスト
- NHK〈家族で選ぶにっぽんの歌〉
- NHK 歌謡コンサート　美空ひばり特集
- テレビ朝日 題名のない音楽会
- NHKいっきにクライマックスショー
- NHKスタジオパークからこんにちは
- テレビ朝日「徹子の部屋」
- NHKハートネットTV「かかわらなければ〜シンガーソングライター沢 知恵」

ラジオ
- FM NACK5「MISS BROADCAST」（1992年10月 - 1993年9月）
- RSKラジオ「沢知恵 日曜日の音楽室」（2020年4月 - ）

## CM楽曲提供
- バファリン 小さな恋の歌
- オムロンヘルスケア 人生の贈り物

## 書籍
- バブーシュカのおくりもの（翻訳、サンドラ・アン・ホーン作、ソフィー・ファタス絵）- 日本キリスト教団出版局
- 世界がステージ（共著）岩波ジュニア新書
- それだけで美しい（奥勝實・画）いのちのことば社
- ありのままの私を愛して（著書） 日本キリスト教団出版局
- エッサイの木 クリスマスまでの24のお話（翻訳　ジェラルディン・マコックラン著・池谷陽子・絵） 日本キリスト教団出版局
- 私のごすぺるくろにくる（著書）新教出版社

## 関連人物
- 谷川俊太郎
- 持田香織
- アン・サリー
- クミコ
- 夏川りみ
- 塔和子
- MONGOL800
- 茨木のり子
- 金子みすゞ
- 中川五郎
- 宮澤賢治
- 永瀬清子